# 瀬沼夏葉
瀬沼 夏葉（せぬま かよう、1875年12月11日 - 1915年2月28日）は日本の小説家、翻訳家、教師。本名は瀬沼 郁子（旧姓：山田）。アントン・チェーホフを初めて日本に紹介した。

## 生涯
高崎県高崎（現在の群馬県高崎市）で、種子業を営む父・山田勘次郎と母・よかの長女・郁子として生まれる。両親はともに正教会の信者であり、自身も早くから信者となった。1882年に主教のニコライ・カサートキンが高崎教会に来た際にはよかに連れられて他の信徒とともに前橋市まで出迎えに行き、大きくなったら駿河台の正教女子神学校に入学するよう勧められたという。1883年によかが結核のため亡くなったが、キリスト教徒である事を理由に先祖代々の墓所への埋葬を拒否されている。
よかの遺言に従い、1885年秋に単身上京して全寮制の女子神学校に入学した。わがままな性格のため長続きしないだろうという親戚の見方を覆し、非常に優秀な成績で1892年7月に同校を卒業している。卒業後は教理の教師として神学校に残り、同年に尚絅社から創刊された『裏錦』へ投稿を始めた。夏葉はこれを非常な楽しみとし、創刊号から1896年の46号までほぼ毎号投稿を続けていた。教訓的な傾向の強い文章が多かったが、若さもあって思想的な厚みや鋭さには欠けていたという。
また、この頃から『経国美談』など様々な文学作品を読み、内田不知庵が訳した『罪と罰』や二葉亭四迷訳の『片恋』がきっかけでロシア文学を研究したいと考えるようになった。このため1896年にニコライからロシア語の参考書を与えられ、瀬沼恪三郎の協力でロシア語を習得した。これに先立つ1894年にはニコライ堂での演奏がきっかけでラファエル・フォン・ケーベルに師事し、他の教師とともに毎週ピアノを習うようになった。1897年12月に恪三郎と結婚し、これを機に教師を辞めたとみられている。結婚後は裏錦への投稿も止めたが、恪三郎やロシア人からロシア語を学び続けて理解が上達していった。
本野英吉郎の紹介を受けて1901年2月に恪三郎が尾崎紅葉を訪問して郁子の入門が許可され、翌3月には女性の弟子としては初めて紅葉の号から一字をとって夏葉の雅号をもらっている。文壇志向の強さをたしなめられながら、紅葉の逝去する1903年まで指導を受けた。この間に小説や紀行文の習作を執筆するとともに、ロシア語を読めない紅葉と共同でレフ・トルストイの『アンナ・カレーニナ』、イワン・ツルゲーネフやアントン・チェーホフの短編などを翻訳・発表している。アンナ・カレーニナの冒頭2章は1902年に紅葉が創刊した『文藝』の第1号に掲載されており、創刊自体がこの作品掲載のためという面もあったという。なお紅葉の死後にアンナ・カレーニナの翻訳は中絶したが、トルストイの没した1910年に読売新聞の追悼特集の中で夏葉訳の一部が掲載された。
1903年にチェーホフ作品の初の日本語訳となる『月と人』（後の邦題：『別荘の人びと』）を『新小説』の8月号、続いて『写真帖』を同10月号に、それぞれ夏葉・紅葉の共訳として発表した。また、同年に紅葉が亡くなる前に弟子ら15名が見舞いのために1篇ずつ小説を書いた際、夏葉はイグナティ・ポタペンコの短編小説『公用』を訳している。紅葉の没後は完全に独立し、1904年にはドストエフスキーの『貧しき少女』（『貧しき人びと』の中の「ワルワーラの手記」部分）を訳して『文藝倶楽部』に発表した。
1909年2月には、報知新聞で夫とともに露探扱いされる根拠のない中傷記事が掲載された。同年、「家にばかりいるとクサクサする」として、当時としては異例なことに女性一人でロシアを旅行した。7月6日に敦賀港を出てウラジオストクに渡り、9月4日から同月17日まで『みたまま（浦塩通信）』という記事を読売新聞に寄稿している。ウラジオストク滞在中にはチーホオケアンスカヤなども訪れた。また、1909年にギ・ド・モーパッサンの『山小屋』を、1910年にはアレクサンドル・クプリーンの『電車の上』、1911年にはマクシム・ゴーリキーの『クリミア物語』を翻訳・発表している。
1911年には再びロシアに旅立ち、1月に生まれたばかりの三女・文代子だけを連れて4月29日に品川駅を発ち、敦賀・ウラジオストクを経由してシベリア鉄道で5月18日にサンクトペテルブルクに到着した。なお、文代子は東京帝国大学に留学中だった10歳年下のロシア人学生アンドレーエフとの不倫関係により生まれた子とも言われている。サンクトペテルブルクではネフスキー通りの店で販売員として働いたが、リウマチが悪化したため8月で仕事を辞め、その後は日本語の教師を務めた。フィンランドの別荘に滞在中のレオニド・アンドレーエフを訪問して会えなかった話などを読売新聞に寄稿した後、帰国している。
1911年の年末から1912年の初頭に創刊間もない『青鞜』の賛助員となり、『叔父ワーニャ』を翻訳して同誌に連載した。1913年には『桜の園』が青鞜に掲載され、同年4月には叔父ワーニャとともに1冊の本として新潮社から出版されている。プシビシェフスキの『紫玉』を翻訳中の1915年2月に四男・葉一を出産したが、直後に急性肺炎にかかり、2月28日に40歳で逝去した。葬儀はニコライ堂で営まれ、遺体は雑司ヶ谷霊園に葬られた。

## 翻訳
明治から大正初期の日本の翻訳者が英語版をもとに重訳していたのに対し、ロシア語の原文から直接翻訳できたのが夏葉の優位だった点で、さらに尾崎紅葉の指導を受けたことで正確な日本語の文章にのびのびとした趣きもあった、と言われる。一方で擬古文調が払拭されきっていない、などの指摘もある。
複数の文だった原文を日本語で一つの文章にまとめるという特徴がしばしば見られ、明治期の翻訳一般にみられる音調を重視した美文調の文章になっている。この点は紅葉の校閲や指導が強く影響しており、当時の日本語として違和感を覚えても原文に忠実な翻訳を志向した二葉亭四迷の文章などと対照的とされる。また、音調を整えるために数個の語句だけでなく数行から数十行もの文章が翻訳によって脱落する事があり、欠点として指摘されている。
夏葉は男性関係が奔放でニコライを悩ませ、その翻訳も恪三郎がしたものではないかという見方がある。恪三郎は『アンナ・カレーニナ』の翻訳についてトルストイと書簡を交わしているが、そこには「われわれが訳している」と書いてあるが夏葉の名前は出されていない。一方、個々の夏葉訳のチェーホフの戯曲を詳細に分析すると初歩的なロシア語文法・語法の誤りが稀に見られ、ロシア語教則を出版した恪三郎の翻訳では絶対に有り得ないミスをしている事から、恪三郎が翻訳を全面的に行なったというのは非現実的だという意見もある。

### チェーホフ作品の翻訳
ニコライ神学校にはロシアから定期的に文学などの書籍が寄贈され、夏葉はそれらを翻訳していた。アントン・チェーホフが自ら改稿・校閲した『チェーホフ全集』もこの中にあり、最初に翻訳した『月と人』と『写真帖』はこれに典拠している。夏葉にピアノを教えたラファエル・フォン・ケーベルはチェーホフを愛読していたため、ケーベルからチェーホフの存在を教えられたという説もあるが、夏葉自身は翻訳を始めてからケーベルが読んでいる事を知った、と記している。1908年に獅子吼書房から刊行された夏葉訳による『露国文豪 チエホフ傑作選』は、『日本及日本人』や『女子文壇』で翻訳を高く評価され、冒頭に配した『六号室』は島崎藤村らから特に好評を博した。「最初の日本語訳がロシア語の原文から直接行われた事は、ドストエフスキーやトルストイに比べてチェーホフにとって幸運であり、この短篇集は日露文学関係史において重要な存在となった」とロシアでは評価されている。
短編小説を中心に翻訳したのは、本人の好みだけではなく、4男3女を育てて夫の来客にも対応するという時間的な制約の影響が指摘されている。サンクトペテルブルク滞在中にオペラや芝居を観劇し、日本でも自由劇場が設立されるなどの近代演劇への関心が高まっていた事を受け、2度目のロシアからの帰国後は戯曲作品の翻訳に注力した。夏葉は、紅葉の意見と同じようにチェーホフをユーモア作家と考えており、『カシタンカ』や『六号室』を好きな作品に挙げている。

## 主な翻訳作品
- 「アンナ・カレーニナ」 レフ・トルストイ
- 「貧しき少女」 フョードル・ドストエフスキー
- 「すゞめ」 イワン・ツルゲーネフ
- 「写真帳」アントン・チェーホフ
- 「里の女」 チェーホフ
- 「叱ッ！」 チェーホフ
- 「良犬」 チェーホフ
- 「彼女だ！」 チェーホフ
- 「師の恩」
- 川戸道昭、榊原貴教・編『明治の女流文学 翻訳編〈第2巻〉瀬沼夏葉集』五月書房、2000年、ISBN 978-4772703260。